# Hans Landsberger
Hans Landsberger (* 20. August 1890 in Berlin; † 8. Januar 1941 im Camp de Gurs, Frankreich) war ein deutscher Komponist und Stummfilmkomponist.

## Leben

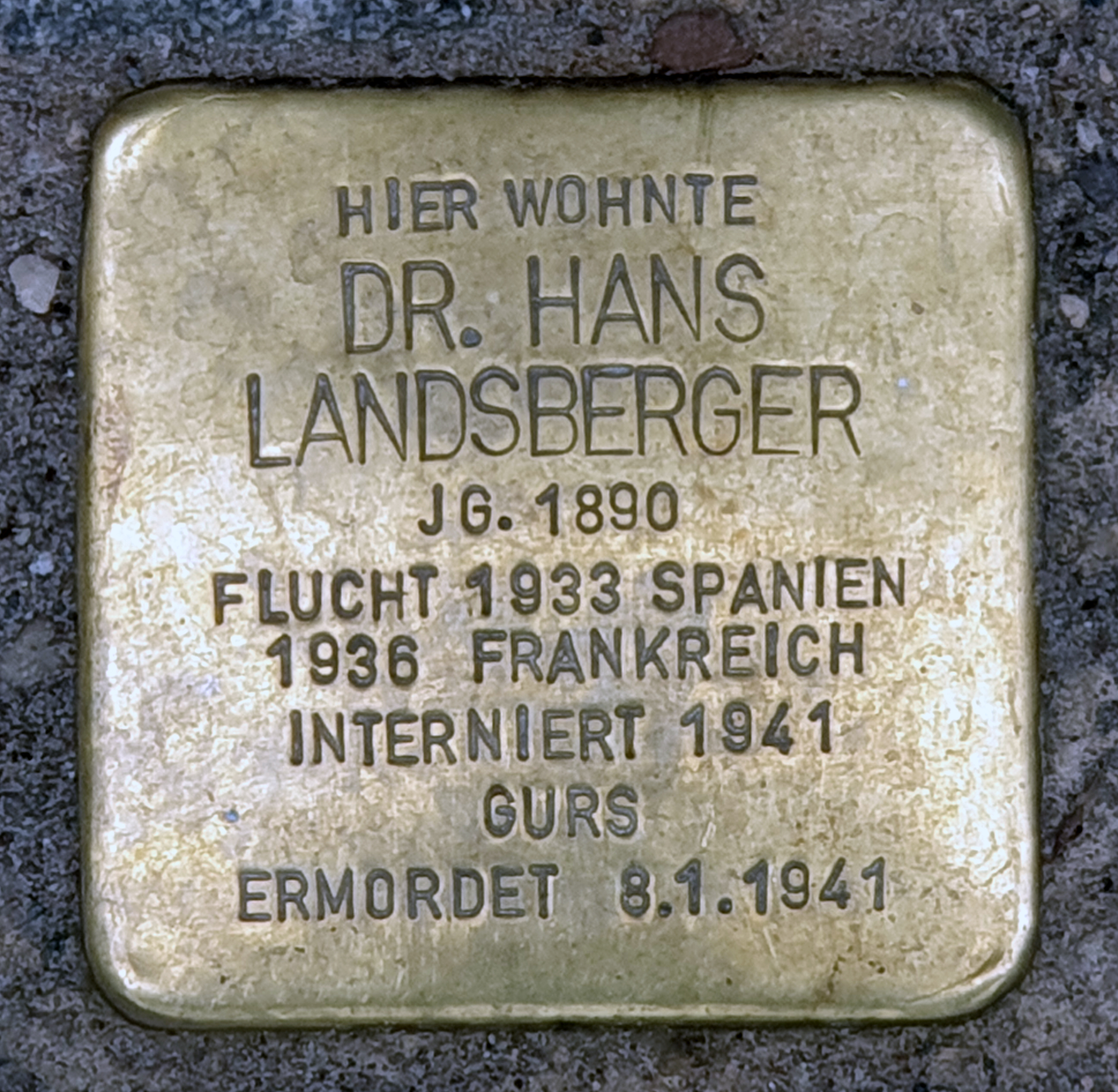
Stolperstein am Haus, Bundesallee 203, in Berlin-Wilmersdorf

Hans Landsberger ist der Sohn von Rosalie Natalie Landsberger geb. Rose (1859–1932) und Edmund Landsberger (1855–1926).
Seine Geschwister waren Hedwig Adam geb. Landsberger (1883–1940) verheiratet mit Georg Adam (1870–1930), Hermann Landsberger (1884–1886) und Erich Landsberger (1889–1889).
Hedwig Adam und Georg Adam hatten 2 Kinder: Dr. Herbert Adam (1903–1939), Gerhard Hans Günter Adam (1907–1986).
Landsberger besuchte in Berlin das Gymnasium und anschließend auch eine dortige Universität. Für den 30. April 1914 schrieb er sich an der Universität Rostock ein und begann im anstehenden Sommersemester mit einem Musikstudium. 1920 wurde er dort mit einer Doktorarbeit unter dem Titel „Die weltlichen Kantaten G. Ph. Telemans“ promoviert.
Noch im selben Jahr 1920 kehrte Landsberger nach Berlin zurück und knüpfte Kontakte zur Filmbranche. In nur zwei Jahren komponierte er Kinomusiken zu vier Filmen, von denen zwei Produktionen legendären Charakter besitzen: Ernst Lubitschs Kostümdrama Anna Boleyn, bei dem Landsberger auch die musikalische Leitung übernahm, und Paul Wegeners Klassiker des phantastischen Kinos Der Golem, wie er in die Welt kam. Beide Originalkompositionen galten als verschollen. Im Jahr 2018 entdeckte der Stummfilmmusiker Richard Siedhoff die Originalmusik von Der Golem, wie er in die Welt kam und rekonstruierte sie für kleines und großes Orchester. Die Fassung für kleines Orchester fand ihre Uraufführung am 3. September 2020 im Deutschen Nationaltheater Weimar unter der Leitung von Burkhard Götze im Rahmen vom Kunstfest Weimar und der jährlichen Stummfilmretrospektive des Lichthaus Kinos Weimar.
Nach seiner 1921 entstandenen Partitur zu dem berühmten Leinwandkammerspiel Hintertreppe schrieb Landsberger keine Filmmusiken mehr. In den 1930er Jahren war er als Filmmanager bei der Ufa, bei Paramount und als Kinodirektor tätig. Nach 1933 emigrierte er aufgrund seiner jüdischen Abstammung nach Barcelona, wo er stellvertretender Direktor der Paramount Filmgesellschaft war. Als 1936 der spanische Bürgerkrieg ausbrach, floh er nach Südfrankreich. 1937 heiratete Landsberger seine zweite Ehefrau Margarete Luise Scheyer (geb. Hirschland) in Paris, die er bereits in Barcelona kennengelernt hatte.
Mit Ausbruch des Zweiten Weltkriegs 1939 wurde Landsberger im Internierungslager Les Milles bei Aix en Provence interniert, Ende 1939 entlassen und nach dem deutschen Angriff auf Frankreich 1940 erneut in Les Milles gefangen gehalten. Mitte September 1940 wurde er in das Lager Camp de Gurs in Südfrankreich deportiert und starb dort zum Jahresbeginn 1941. Seine zweite Ehefrau überlebte in einem Versteck in Juan-les-Pins.

## Filmografie (komplett)
- 1920: Der Golem, wie er in die Welt kam[11]
- 1920: Anna Boleyn (musikalische Leitung)
- 1921: Die Verschwörung zu Genua
- 1921: Hintertreppe

## Ehrungen
Am 24. Juni 2023 wurde vor seinem ehemaligen Wohnort, Berlin-Wilmersdorf, Bundesallee 203, ein Stolperstein verlegt.